# Mycalesis golo
Mycalesis golo är en fjärilsart som beskrevs av Aurivillius 1893. Mycalesis golo ingår i släktet Mycalesis och familjen praktfjärilar. Inga underarter finns listade i Catalogue of Life.